# Diadem-Bartvogel
Der Diadem-Bartvogel (Tricholaema lacrymosa), auch Tränenbartvogel genannt, ist eine Vogelart aus der Familie der Afrikanischen Bartvögel. Die Art kommt im Westen Afrikas vor. Es werden mehrere Unterarten unterschieden. Die IUCN stuft den Diadem-Bartvogel als nicht gefährdet (least concern) ein.

## Erscheinungsbild
Die Männchen der Nominatform haben eine Flügellänge von 6,6 bis 7,2 Zentimetern. Der Schwanz wird zwischen 3,8 und 4,7 Zentimeter lang. Die Schnabellänge beträgt 1,5 bis 1,9 Zentimeter. Weibchen haben ähnliche Körpermaße. Es besteht kein auffälliger Sexualdimorphismus. 
Männchen und Weibchen haben einen glänzend blauschwarzen Oberkopf. Ein breiter weißer Augenstreif verläuft von den Augen bis zum Nacken. Ein weißer Bartstreif verläuft von den Seiten des Schnabels bis zu den Brustseiten. Der obere Rücken ist blauschwarz, der untere Rücken bräunlich. Der Bürzel ist auf braunem Grund blassgelblich. Die Oberschwanzdecken sind schwarz mit blassgelben Längsstreifen und weißen Federspitzen. Die Steuerfedern sind braunschwarz. Frisch vermausert weisen die Federn einen gelblich-weißen Saum auf. Auf der Unterseite sind die Steuerfedern graubraun mit weißen Federschäften.
Die Kehle ist schwarz, das Schwarz dehnt sich schildförmig bis zur Vorderbrust aus und ist weiß umrahmt. Die untere Brust ist bis zu den Unterschwanzdecken cremig-weiß bis gelbweiß. An den Körperseiten befinden sich tropfenförmige Flecken. Der Schnabel ist schwarz, die unbefiederte Haut rund um die Augen ist grau, die Augen sind gelblich bis orangefarben. Die Beine und Füße sind grau bis schwarz. Weibchen haben ein ähnliches Gefieder, jedoch braune bis rotbraune Augen. Jungvögel ähneln den adulten Vögeln, ihr Gefieder ist aber insgesamt matter gefärbt. 
Der Diadem-Bartvogel kann mit dem Diadem-Haarbärtling verwechselt werden, diesem fehlt jedoch der schildförmige schwarze Fleck an Kehle und Vorderbrust. Eine sehr große Ähnlichkeit besteht mit dem Schwarzkopf-Bartvogel, dem aber die tropfenförmigen Flecken an den Körperseiten fehlen. Außerdem besiedelt er etwas niedrigere und trockenere Regionen als der Diadem-Bartvogel.

## Verbreitungsgebiet und Lebensraum
Der Diadem-Bartvogel ist ein lokal häufiger Vogel. Er kommt in einem Gebiet vor, das begrenzt wird durch die Mitte und den Osten des Kongo, den Süden des Sudan, die Mitte Kenias, den Nordosten Burundis, den Südwesten und die Mitte Tansanias und den Nordosten Sambias. Der Lebensraum sind feuchte Wälder und Gebüsch entlang von Flüssen sowie Gärten. In den Regionen, in denen auch der Diadem-Haarbärtling und der Schwarzkopf-Bartvogel vorkommen, besiedelt der Diadem-Bartvogel dichtere Vegetation entlang von Flüssen.

## Lebensweise
Der Diadem-Bartvogel sucht überwiegend einzeln nach Nahrung,  bleibt aber in Rufnähe seines Partners. Während der Nahrungssuche sucht er zwischen dem Blattwerk und entlang von Ästen nach Insekten. Zu den Insekten, die er frisst, gehören unter anderem Marienkäfer und Ameisen. Daneben frisst er Früchte. Seine Nist- und Rasthöhlen verteidigt er erfolgreich gegenüber dem Kardinalspecht und dem Halsband-Bartvogel. Vermutlich ist der Kleine Honiganzeiger ein Brutparasit des Diadem-Bartvogels. 
Diadem-Bartvögel sind territorial. Sie halten sich gewöhnlich überwiegend in der Nähe ihrer Nisthöhle auf, die Grenzen des Territoriums werden nicht sehr aktiv verteidigt. Zum Abwehrverhalten gehört ein Aufstellen der Federn an den Flanken und auf dem Oberkopf, der Schnabel weist dabei in Richtung des Gegners. Die Fortpflanzungszeit variiert je nach geographischer Breite. Im Nordosten des Kongo fällt sie beispielsweise in den Zeitraum Juni bis Juli, im Westen Kenias aber in den Zeitraum Oktober bis Januar. Das Gelege besteht aus zwei bis vier Eiern. Diese sind weißschalig. Beide Elternvögel brüten und wechseln sich in Intervallen von 20 bis 110 Minuten ab. Weitere Details des Fortpflanzungsverhaltens sind nicht bekannt.

## Belege

### Einzelbelege
1. ↑   Short et al., S. 184
2. ↑   Short et al., S. 185